# 田中将斗
田中 将斗（たなか まさと、1973年2月28日 - ）は、日本の男性プロレスラー。本名：田中 正人（たなか まさと）。和歌山県和歌山市出身。血液型A型。

## 来歴
和歌山県立和歌山東高等学校在籍時はラグビー部に所属し、国体に出場している。卒業後は住友金属ラグビー部での活動を経て1993年にFMWに入門。リッキー・フジ戦でデビューを果たした。大仁田厚の引退後はハヤブサと共にエースとして新生FMWを引っ張る立場となり、「弾丸戦士」として人気を博す。
1998年6月、ECWに長期遠征してポール・Eに惚れ込まれ、リングネームを「MASA TANAKA」としECWのトップレスラーの一人として活躍し、日本人で唯一ECW世界ヘビー級王座にも就いた。しかしながら、FMWの経営危機による帰国要請によりECWを離脱しFMWへ復帰した。
FMW復帰後、2001年2月に邪道、外道、中山香里と共に「コンプリート・プレイヤーズ」を結成し、FMWを離脱。全日本プロレスとZERO-ONEに参戦し、後に橋本真也との一騎討ちを申し込み（その際事務所に勝手に殴り込みをかけて橋本に直訴、当時橋本が保持していたNWA世界ヘビー級ベルトを強奪し、ショップの商品を荒らし放題荒らし回るという実力行使に出た）2002年3月に両国国技館でシングル対決が実現したが、半ばやられ放題で軍門に下った。しかし、その対決を機に橋本に見込まれてZERO-ONEに入団する。
大谷晋二郎とは同年齢であり、お互いを意識し刺激し合い“永遠のライバル”と言い続ける。だが橋本という団体トップの人間を倒し、世代交代を提唱するにあたり、ライバルというスタンスは消えてはいないものの互いの力を結束しようと「炎武連夢（エンブレム）」を結成し、他団体でも大車輪の活躍を見せつけ2002年にはプロレス大賞ベストタッグ賞を受賞する。同年には、大谷とのタッグでROHへも登場している。
2004年2月19日、以前からタイトルマッチでありながらハードコアにこだわる田中と、ベルト防衛の意志を尊重する大谷と方向性の違いで仲違いを起こし、炎武連夢を解散して金村キンタロー、坂田亘らと共にZERO-ONE正規軍と敵対した（エロティックス結成）。ZERO-ONE解散後は大谷らとともにZERO1-MAXに合流。
2005年の4月に佐藤耕平と崔リョウジの要望を機に炎武連夢を再結成し、ヤングMAX軍と世代闘争を繰り広げている。ZERO1-MAXの母体であるファースト・オン・ステージがDSEとともに製作に関わるプロレスイベント、ハッスルにもレギュラーとして参戦する。
ハッスル登場の際には「HUSTLE 01」と書かれた赤い半そでのジャージを着て入場し、グレーのジーンズ（2つともハッスル14から）を穿いて主にハードコア系で活躍している。出場時は白いギター（叩くと白い粉が出てくる）を持参する。HHH〜ハッスルハードコアヒーロー〜でチャンピオンになった時の初防衛した後に、人狼にゴールデンロットで頭を叩かれて頭から血が出て、更にはその後に高田総統に、「初防衛おめでとう、佐藤君。いや、鈴木君だっけ?」と言われたことがある。その理由は、田中と言う苗字がとても地味なため。その後も川田利明とタッグになったときに控え室で「おっ鈴木!。じゃなかった佐藤!」と言われたり、島田二等兵から「地味なチャンピオン」とも言われたりしていた。その後、金村とタッグを組んだ時は金村のよき突っ込み役(?)として共に頑張っている。ちなみに、田中はハッスル16以外は全てのハッスルのシリーズに出場していたが、肩の手術のために欠場した。
2005年6月12日には、WWEのPPVであるWWE ECW's One Night Standに出場。マイク・オーサムとの試合はECWファンに賞賛された。翌年にも同大会に参戦した。
2006年には、大日本プロレスにて、黒田哲広とのタッグを結成（6人タッグのときは、金村も参加）。田中を目標としている関本大介との世代闘争を展開した。2005年から始まった新日本プロレスとの抗争においては金村や黒田らとタッグを組み、ライガー、邪道、外道らのジュニア戦士と対戦した。
2006年7月、ZERO1-MAX「火祭り '06」において悲願の初制覇を遂げる。「火祭り」開催から6年、毎年エントリーされ出場してきたが、ZERO1-MAX最高峰の称号である「火祭り」制覇を遂に現実のものとした。
2006年11月29日に右肩手術を行なった。
2008年4月6日、中西学と世界ヘビー級選手権のタイトルマッチを行い、ベルトを防衛。この抗争の中で生まれた金本浩二との確執から金本の挑戦を受け勝利しベルト防衛、その後も真壁刀義に火祭り2008決勝で勝利し、永田裕志との抗争を開始し世界ヘビー級選手権を賭け対戦するも敗れる。
2009年1月4日東京ドーム大会でリターンマッチを行なうも連敗した。その後、ZERO1としては初めての両国大会でリベンジを果たした。
2007年から体重を絞り始め、現在は90kg（以前は108kg）とジュニアヘビー級の体重となっている（体脂肪だけを落とした）。
2008年10月のプロレス・エキスポではライバル関本大介とタッグを結成し、大陸別タッグトーナメントで優勝を果たした。（準優勝はモーターシティマシンガンズ）
2009年、中邑真輔率いるヒールユニット「CHAOS」に加入。またFMW時代の盟友でもある邪道、外道と3人で「コンプリート・プレーヤーズ」を再始動させる。新日本プロレス「G1 CLIMAX」にも出場した。
2010年、1月4日のレッスルキングダムでTAJIRIとタッグを組み、永田、曙組と対戦しこれに勝利する。この年のG1には出場しなかったが、同大会で棚橋弘至に敗れベスト4で終わった前年度G1覇者で当時IWGP王者だった真壁を襲撃し、IWGPベルト挑戦を表明。9月6日にIWGP戦を行うも敗北する。しかし、その後も真壁との遺恨は続き、同年のG1タッグリーグに出場（パートナーは石井智宏）、対戦組となった真壁、本間朋晃組と対戦した際、田中は場外で真壁を机の上に垂直落下式ブレーンバスターを行い、真壁の頸椎を破壊し途中欠場に追い込んだ。
2011年、1月4日のレッスルキングダムで復讐を胸に出場した真壁と対戦、田中も持ち前のハードコア殺法で執拗に真壁の負傷個所である首を攻撃し、優位に立つが真壁が田中のお株を奪う折りたたみ式テーブルへのパワーボムを敢行、形勢逆転を許してしまい最後はキンコングニードロップで敗北する。3月のニュージャパン・カップにも出場、1回戦に内藤哲也を下すも2回戦で永田に敗れる。4月3日、IWGPヘビー級王座で棚橋からベルト奪取に失敗した永田に試合後マイクで対戦表明をし、5月3日の博多で永田と対決。田中も永田の負傷個所となっていた左ひざを徹底攻撃するも、試合はバックドロップホールドで敗れた。翌25日には完全分裂したNO LIMITの高橋裕二郎に加担し、高橋と同じコンプリート・プレーヤーズの邪道、外道の4人で内藤をCHAOSから追放する。7月18日、新日本札幌大会のIWGPインターコンチネンタル王座戦で、矢野通を相手に2度目の防衛を果たしたMVPを試合後に襲撃。その流れから同王座に挑戦表明、10月10日にMVPをスライディングDで沈め、2代目IWGPインターコンチネンタル王者に輝き、試合後のバックステージで2年近い抗争を展開したことのある後藤洋央紀から挑戦表明を受ける。11月12日、大阪府立体育会館にて行われたIWGPインターコンチネンタル選手権で田中の挑戦表明を受けていた後藤と対戦、スライディングDで破り初防衛に成功した。12月4日愛知大会、MVPとのIWGPインターコンチネンタル王座2度目の防衛戦。レフェリーのブラインドをつきコンプリート・プレイヤーズの高橋がMVPに東京ピンプスを喰らわせた直後、スライディングDで田中がV2に成功した。後日、12月23日の後楽園大会で本間との同王座V3戦が決定した。12月23日後楽園大会、本間をスライディングDで破り、IWGPインターコンチネンタル王座3度目の防衛に成功した。
2012年2月21日、大阪大会で後藤の昇天(改)を喰らい、IWGPインターコンチネンタル王座4度目の防衛に失敗した。夏、ZERO1の第12回火祭りでプロレスリングNOAH（当時）から参戦した潮崎豪を破り、4年ぶり4度目の優勝を果たした。通算優勝回数は大谷と並ぶ歴代一位。10月5日、新日本プロレスの若手選手興行NEVERのリニューアルに伴うNEVER無差別級王座の初代王者決定トーナメントにエントリーされる。トーナメントはSHIBUYA-AXで、11月15日と11月19日の二日間にわたって開催された。田中もCHAOSの僚友・石井とベストバウトの呼び声も高い肉弾戦を披露するなど快進撃を見せ、決勝戦ではその年のG1で準優勝の成績を収めたカール・アンダーソンを破り、NEVER無差別級王座の初代王者に輝いた。
2013年1月4日、新日本プロレス・東京ドーム大会でシェルトン・ベンジャミンをスライディングDで破り、NEVER無差別級王座の初防衛に成功。2月3日、新日本プロレス・後楽園ホール大会のメインイベントで石井と再戦。スライディングDで破り、NEVER無差別級王座2度目の防衛に成功。なお、この試合は2013年のベストバウト候補にもなった。5月3日、新日本プロレス・福岡国際センター大会「レスリングどんたく 2013」で本間をスライディングDで破り、NEVER無差別級王座3度目の防衛に成功。 5月4日、ZERO1・後楽園ホール大会のデビュー20周年記念試合で炎武連夢の盟友・大谷とシングルマッチで対戦するも、スパイラルボムで敗れた。7月20日、新日本プロレス・秋田市立体育館大会「吉野家Presents KIZUNA ROAD 2013」で内藤をスライディングDで破り、NEVER無差別級王座4度目の防衛に成功。7月、ZERO1の第13回火祭り に出場。8月4日後楽園ホールでの最終戦で小幡優作を撃破し、Ａブロック一位通過で決勝戦進出を果たす。歴代優勝記録更新に王手をかけるが、Ｂブロックを一位通過し決勝戦に駒を進めた22歳のジェームス・ライディーンに敗れ、準優勝に終わった。9月29日、神戸ワールド記念ホール大会で内藤を相手にNEVER無差別級王座5度目の防衛に失敗。
2014年より杉浦貴や日高郁人とともに新ユニット「弾丸ヤンキース」を結成。
2018年8月8日、一般女性との入籍を発表。
2019年1月22日には、男女の双子の父親となった。12月28日、D王 GRAND PRIXに初出場し初優勝。
2020年11月、全日本プロレスの「世界最強タッグ決定リーグ戦」にTAJIRIとの元ECWコンビを組み、18年ぶりに参戦。
2021年1月3日の正月興行では、前年のチャンピオン・カーニバル覇者・ゼウスとのシングルマッチに臨み勝利した。1月4日、ノア後楽園大会にサプライズ参戦し、M's allianceに加入した。

## 得意技

### フィニッシュ・ホールド
スライディングD
スライディング弾丸エルボーの略。2007年の火祭り中に披露され、以後田中のフィニッシュムーブとして定着し数多くの対戦相手を倒している。
右手を高々と上げてアピールしてからロープに走り、腰を落としている相手に向かって全力で弾丸エルボーを打ちつける。
強敵相手には後頭部への一撃も見せる。さらにレアなバージョンとして側頭部にエルボーを叩き込むバージョンもあるが、これは大一番でしか見せない。
2010年2月14日、後藤洋央紀とのハードコアマッチ戦では鉄パイプをサポーターに差し込んで敢行、後藤からピンフォールを奪っている。
ラリアット
かつてはエルボーとラリアットどちらもフィニッシュムーブとして使っており、現在も両方併用している。
変形タズミッション
キャメルクラッチの体勢で相手を変形片羽絞めで相手の首、腕、背骨にダメージを与える技。

### 打撃技
弾丸エルボー
弾丸ローリングエルボー
相手の攻撃を体勢を低くして交わしつつその場で回転し、その勢いで相手の顔面にエルボーを打ち込む技。
バックエルボー
エルボー・スタンプ
逆水平チョップ
チョップ・スマッシュ
延髄斬り
ビッグブーツ

### 投げ技
ダイヤモンドダスト
コーナー上でドラゴン・スリーパーに捕らえた状態から、自らが前方回転してスタナーを決める。
コンプリートダスト
カナディアン・バックブリーカーの体勢で相手を右肩に担ぎ上げ、シットダウンと同時に180°後方回転させて顔面からマットに叩きつける変型フェイス・バスター。
DRAGON GATEの横須賀享の友情とほぼ同形だが、こちらはフェイスバスターの色が濃い。2006年に右肩の手術を行って以降使用頻度が少なくなり、かなりのレア技でもある。
ダイヤモンドトルネード
ファイヤーマンズキャリーの体勢から旋回させてロック・ボトムで叩きつけていく。開発して以降ほとんど出していないレア技。
ショットガン
ブレーンバスターの体勢で相手を持ち上げて空中で相手の体に右方向へと捻りを180度加えて自身の頭の上を通過させ、うつ伏せの状態で自身の背後に落下してきた相手の喉に自身の左肩に着地させて尻餅をついた衝撃で、相手の顎や喉に自身の左肩をめり込ませる。同型の技には小橋建太のブラック・クラッシュがある。
トルネードDDT（スイングDDT）
ECW時代の田中の代名詞技。相手をイスの上、机の上に脳天から突き刺すことが多い。
まとめてー!
タッグマッチで相手2人がリング上にいる時に両手で2人をヘッドロックし「まとめてー!」の甲高い田中の声とともにDDTとスタナーを2人に同時に行う技でタイミングの良さは絶妙。
垂直落下式ブレーンバスター→ファルコンアロー
試合の流れを引き込むために垂直落下式ブレーンバスターをよく使用するが、強敵相手にはマットに突き刺した後で間髪入れずにファルコンアローへ繋ぐことも多い。
ブレーンバスター
雪崩式ブレーンバスター
デスバレーボム
ハーフネルソン・スープレックス
時々終盤に使用している。
ジャーマンスープレックス
通常のジャーマンスープレックス、投げっぱなし式ジャーマン、ローリング式ジャーマンスープレックスの3種類使用する。
ドラゴンスープレックス

### 飛び技
スーパーフライ
放つ前には「スーパーフライ」と叫ぶ。かつての同志、外道も同じ技を同じムーブで使用する。

### 合体技
スライディングDK
望月成晃との合体技。田中が相手の顔面にスライディングDを、望月が背中にローキックを同時に打ち込む技。

## タイトル歴
ECW
- ECW世界ヘビー級王座
- ECW世界タッグ王座（w / ボールズ・マホーニー）

FMW
- FMW二冠統一王座（第10代世界ブラスナックル王座&第3・8代インディペンデントワールド世界ヘビー級王座）
- 第17代世界ブラスナックルタッグ王座（パートナーはハヤブサ）
- 第2代・第6代・第8代世界ストリートファイト6人タッグ王座（パートナーは中川浩二、黒田哲広（第2代）→ハヤブサ、中川浩二（第6代）→ハヤブサ、大矢剛功（第8代）
- 第2代WEWシングル王座
- 第10代WEWタッグ王座（パートナーは外道）
- 第2代・第11代WEW6人タッグ王座（パートナーは黒田哲広、大矢剛功（第2代）→邪道、外道（第11代）

ハッスル
- 初代HHH王座

プロレスリングZERO1
- 第19代AWA世界ヘビー級王座
- 初代・第5代・第21代・第23代・第29代・第31代世界ヘビー級王座
- 初代NWA UNヘビー級王座
- 第2代・第8代・第12代・第26代・第30代・第32代・第38代・第40代NWAインターコンチネンタルタッグ王座（パートナーは大谷晋二郎（第2・8代）→坂田亘（第12代）→ゼウス（第26代）→杉浦貴（第30代）→ジェームス・ライディーン（第32代）→火野裕士（第38代）→菅原拓也（第40代）
- 火祭り優勝（5回／2006年・2007年・2008年・2012年・2017年）
- 天下一Jr.優勝（1回／2007年）
- 風林火山優勝（3回／2011年・2014年・2023年）（パートナーはフジタ"Jr"ハヤト→杉浦貴→横山佳和）

新日本プロレス
- 第2代IWGPインターコンチネンタル王座
- 初代NEVER無差別級王座

プロレスリング・ノア
- 初代GHCハードコア王座
- 第31代GHCタッグ王座（パートナーは杉浦貴）
- グローバル・タッグ・リーグ戦（2回／2014年・2015年）（パートナーは杉浦貴）

WRESTLE-1
- 第15代WRESTLE-1タッグチャンピオンシップ（パートナーは黒潮"イケメン"二郎）

超花火プロレス
- 第7代爆破王
- 第2代爆破王タッグ（パートナーはTARU）

DDTプロレスリング
- 第74代KO-D無差別級王座
- D王 GRAND PRIX優勝（1回／2020年）

プロレス大賞
- 1995年度プロレス大賞 新人賞
- 2002年度プロレス大賞 最優秀タッグチーム賞（w / 大谷晋二郎）
- 2008年度プロレス大賞 敢闘賞
- 2014年度プロレス大賞 最優秀タッグチーム賞（w / 杉浦貴）

## 入場テーマ曲
- 弾丸 -D・A・N・G・A・N-